# Tou Bichvat
Tou BiChvat ou Hamicha assar bichvat (hébreu : ט"ו בִּשְׁבָט ou חֲמִשָּׁה עָשָׂר בִּשְׁבָט « le quinze du mois de shevat », « Tou » étant mis pour les lettres Tet et Vav, ט"ו, valant 9 + 6 = 15) est une fête juive d’institution rabbinique.
Désigné dans la Mishna comme « nouvel an des arbres » (hébreu : רֹאשׁ הַשָּׁנָה לָאִילָן roch hachana la'ilan), Tou Bichvat devient, sous l’impulsion des kabbalistes de Safed, une fête du renouveau de la Terre d’Israël. Le sionisme reprend cette image, substituant l’État à la Terre, et des laïcs en font une journée juive de l’écologie.
Le 15 shevat a lieu selon les années entre la mi-janvier et la mi-février du calendrier grégorien.

## Tou Bichvatdans les sources juives

### Dans la Bible hébraïque
Éléments essentiels de la vie dans le croissant fertile, les arbres fruitiers occupent une place de choix dans la Bible hébraïque et les versets qu’elle y consacre forment le noyau de la fête de Tou Bichvat bien que ce jour n’y soit pas mentionné ni évoqué.
Parmi les nombreuses ordonnances du « Code de sainteté » figure la façon de traiter ces arbres : il convient, après les avoir plantés, d’en considérer pendant trois ans les fruits comme une excroissance (orlah) à laquelle il est défendu de toucher ; la quatrième année suivant leur plantation (neta revaï), ces fruits doivent être consacrés à Dieu et ne peuvent servir au profit personnel qu’à partir de la cinquième année.
Sur les sept espèces énumérées par Moïse pour illustrer la fertilité de la terre d’Israël, cinq sont produites par des arbres (le raisin, la figue, la grenade, l’olive huileuse et la datte). L’un des bienfaits dont Dieu comble le peuple d’Israël est qu’ils jouiront, en prenant possession du pays, de vignobles et d'oliveraies qu’ils n’auront pas plantés. Il convient de lui en rendre grâce en prélevant les dîmes sur les produits de la terre au long des six premières années du cycle septénaire de celle-ci. Ces dîmes, prélevées en sus de la dîme réservée aux prêtres, doivent être apportées dans la localité du sanctuaire ou converties en argent à dépenser dans cette localité, et consommées en état de pureté rituelle par l’agriculteur lors des première, seconde, quatrième et cinquième années et par les Lévites (ainsi que, plus tard, les nécessiteux) au cours des troisième et sixième années du cycle ; il n’y a pas de dîme la septième année.
Enfin, les arbres fruitiers sont si précieux qu’il est interdit de les détruire lors d’un siège militaire car « l’homme est un arbre du champ ». Le juste est également comparé au palmier ou au cèdre et ses fruits ainsi que la Torah à un « arbre de vie ».

### Dans la littérature rabbinique

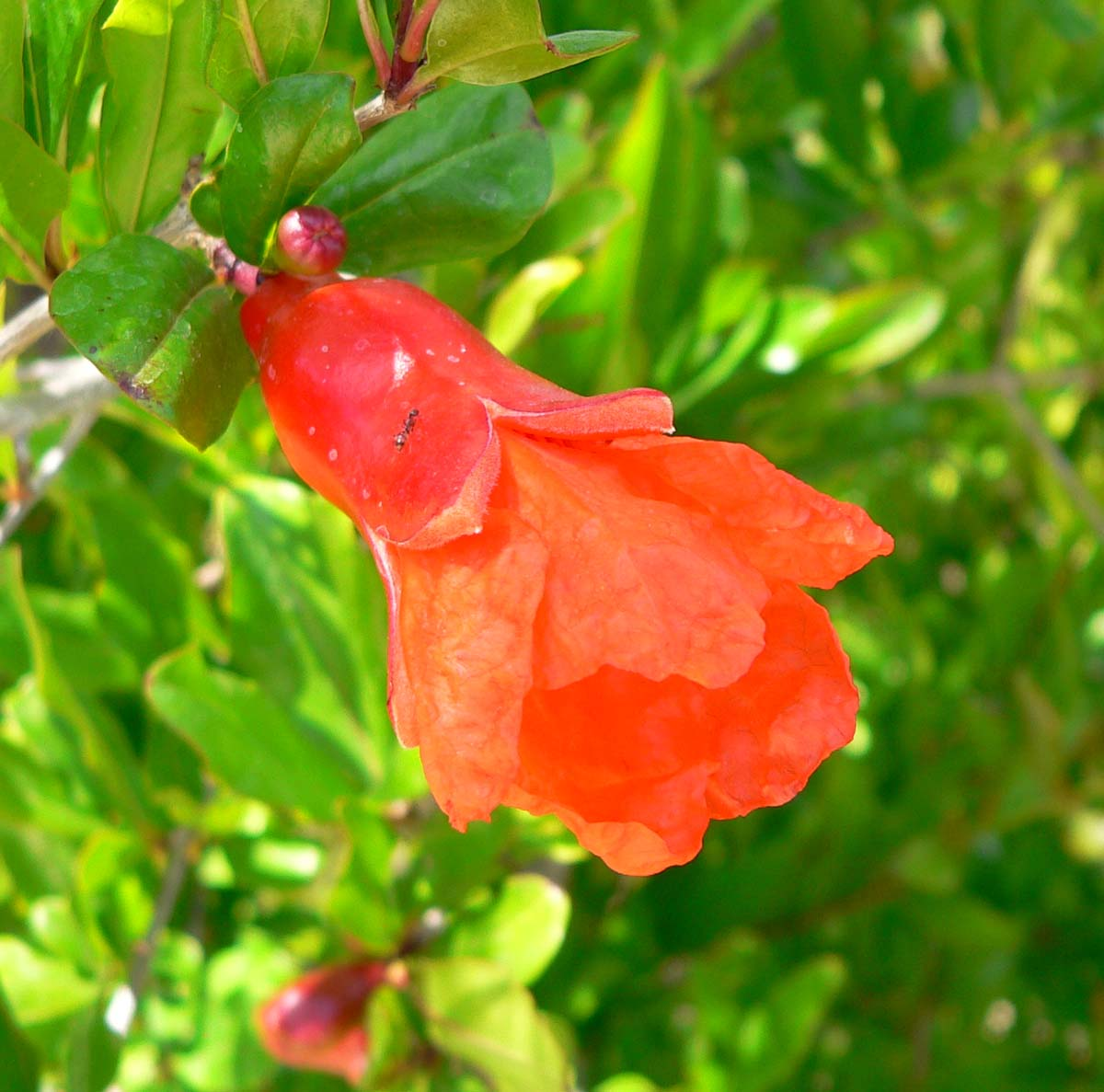
[Passé le quinze shevat,] la majeure partie de la saison des pluies a eu lieu… la sève remonte, la verdure repousse et les fruits éclosent (fleur de grenade en voie de maturation).

Un « nouvel an de l’arbre » est mentionné, pour la première fois, parmi les quatre nouvelles années de la Mishna, aux côtés du début de l’année pour les années royales, pour les années civiles et pour la dîme sur le bétail. Si les fruits d’un arbre n’ont pas commencé à pousser à cette date, ils ne sont pas comptabilisés dans les dîmes de l’année en cours ; de même, un etrog (cédrat) cueilli fût-ce un jour après cette date ne peut être comptabilisé dans les dîmes de la même année que l’etrog cueilli un jour plus tôt. Enfin, le statut d’un fruit (orlah ou neta revaï) est déterminé en fonction de l’année à laquelle les fruits étaient mûrs lors de ce nouvel an.
Le nouvel an de l’arbre a lieu le premier shevat selon l’école de Shammaï et au quinzième jour de ce mois selon l’école de Hillel car, selon ces derniers, la majeure partie de la saison des pluies a lieu jusqu’au quinze shevat et, passé cette date, la sève remonte, la verdure repousse et les fruits éclosent. Cette opinion, basée peut-être sur des considérations sociales, prend rapidement force de loi ; en effet, seul le quinze shevat est mentionné dans les textes ultérieurs. Il doit également être observé comme nouvel an de l’arbre lors des années dites embolismiques (où l’on ajoute un mois supplémentaire à l’année) et ce bien que la renaissance de la nature a lieu un mois plus tard, le 15 adar.
Le Talmud n’évoque aucun cérémonial particulier pour Tou Bichvat et il ne semble avoir d’autre statut que celui d’échéance de certaines dîmes. Cependant, les pratiques et conceptions ultérieurement associées à ce jour germent à cette époque, surtout en terre d’Israël. Ainsi, à côté de l’explication traditionnelle, selon laquelle Tou Bichvat marque le déclin de la saison des pluies, des rabbins galiléens suggèrent qu’à Tou Bichvat, les arbres ne tirent plus leur subsistance des pluies de l’an passé mais de celles de l’année suivante ; selon cette conception, Tou Bichvat deviendrait un jour déterminant pour la récolte fruitière de l’année à venir, un « jour du jugement pour la végétation » de même que Roch Hachana est le jour de jugement de l'humanité, alors que les Sages attribuaient ce rôle à Chavouot. D’autre part, le Talmud indique peut-être que Tou Bichvat était considéré comme la date inaugurant la saison de plantation de nouveaux arbres (Juda Hanassi plante un « arbre de joie » à Pourim, soit un mois après Tou Bichvat) et rapporte par ailleurs qu’on plantait à Jérusalem un cédratier à la naissance d’un garçon et un cyprès pour une fille dont le bois serait utilisé pour construire le dais nuptial.
En outre, diverses leçons sont tirées par le procédé du derash des versets bibliques relatifs aux arbres : de « l’homme est un arbre du champ », les Sages déduisent que tout ce qui est nécessaire à l’homme vient de l’arbre. De celui sur la plantation d’arbres, Rabbi Yehouda berabbi Simoun retire que cet acte seul permet à l’homme de parvenir véritablement à imiter Dieu (en) qui a planté lors de la création du monde. Les rabbins y voient en outre une injonction aux enfants d’Israël à ne pas se contenter des arbres fruitiers déjà présents dans le pays et à en planter d’autres pour leurs enfants. Honi hame'aguel parvient, selon une légende talmudique, à la même conclusion ; après avoir dormi 70 ans dans une grotte, le célèbre faiseur de miracles se réveille dans un monde qui l’a oublié malgré ses prodiges alors qu’un humble paysan, qu’il avait raillé pour avoir planté des caroubiers dont il ne tirerait aucun profit pour lui-même, est encore honoré par ses descendants. Au plus fort de la première guerre judéo-romaine, Rabban Yohanan ben Zakkaï déclare que même la venue du Messie ne saurait interrompre dans sa tâche un homme en train de planter.

### Dans la littérature médiévale
La liturgie médiévale démontre que la célébration du nouvel an de l’arbre a tendance à fleurir en terre d’Israël et, de façon plus timide, en dehors de celle-ci.
Le poète galiléen Rabbi Yehouda Halevi berabbi Hillel compose en effet deux kerovot (poèmes liturgiques à intercaler dans la prière centrale des offices quotidiens) pour Tou Bichvat, implorant Dieu de faire pousser les fruits après la saison des pluies. Ceci confirme que le peuple privilégie à cette époque Tou Bichvat à Chavouot comme jour du jugement pour la végétation.
En revanche, Maïmonide ne marque aucunement Tou Bichvat dans son rituel de prières, n’y voyant que l’échéance annuelle pour les dimes sur les arbres. Il semble en aller de même dans le monde ashkénaze, jusqu’à ce que Rabbenou Guershom décrète qu’il n’y a pas lieu de promulguer ni d’observer de jeûne en ce jour, car il est appelé « Nouvel An » (et ce, bien qu’un responsum de Natronaï Gaon fasse l’éloge de certains de ses contemporains qui jeûnaient les deux jours de Roch Hachana). Cette mesure se poursuit dans la liturgie par la coutume, rapportée au nom du Maharil quatre siècles plus tard, de ne pas lire le Tahanoun (« [office de] Supplication ») en ce jour, bientôt suivie de l’omission d’autres passages austères. Ces ordonnances demeurent longtemps inconnues dans les contrées séfarades, n’apparaissant pour la première fois que dans les écrits de Joseph Caro, au XVIe siècle.
Les ashkénazes semblent également, ainsi que le note Issakhar ibn Soussan, avoir institué la consommation de fruits provenant de la terre d’Israël en ce jour. Plusieurs communautés observent en ce jour, ainsi qu’à Lag Ba'omer, certaines coutumes de Pourim, parmi lesquelles un repas de fête et un yoma depagra, jour de congé scolaire pour les élèves et leurs maîtres.

### Dans la littérature kabbalistique
La Kabbale injecte une nouvelle vigueur à la fête des arbres. Outre l’image de l’« Arbre de Vie », plus métaphysique que terrestre, l’arrivée d’exilés espagnols en terre d’Israël au XVIe siècle leur fait prendre conscience des rythmes de la nature et la renaissance de l’arbre devient, sous l’impulsion d’Isaac Louria, celle de la terre d’Israël et, par de nouvelles interprétations du legs traditionnel, de l’univers lui-même,.
Cependant, les pratiques naissant dans le cercle des kabbalistes n’apparaissent pas dans les enseignements d’Isaac Louria mais dans le Hemdat Yamim (en), un ouvrage postérieur d’un siècle au moins.
Selon l’auteur de ce livre, la consommation de fruits est un tikkoun (acte de réparation des fautes) pour la personne qui a vu des fruits et n’en a pas mangé, en a mangé et ne les a pas bénis, etc. Elle est ritualisée en un séder de Tou Bichvat (en), modelé sur le séder de Pessa'h, où la consommation de trente espèces de la terre d’Israël et de quatre coupes de vin rouge et blanc en diverses proportions, est encadrée par la lecture de passages bibliques, talmudiques et du Zohar ayant les fruits pour thème. Elle est aussi accompagnée de divers poèmes, rédigés notamment par Israël Najjara et Yossef Hayim de Bagdad. Ce rituel connaît une diffusion importante en Italie, dans les communautés juives orientales (à l’exception des Juifs du Yémen) où le passage du Hemdat Yamim qui détaille le séder est abondamment réimprimé sous le titre de Pri Etz Hadar.

## Rites et coutumes deTou Bichvat

### Statut du jour
Tou Bichvat est actuellement considéré comme un jour joyeux au cours duquel on ne peut pas prononcer d’éloge funèbre ni observer de jeûne, y compris si l’on se marie en ce jour. Si l’on a commencé à jeûner en ce jour, certains sont d’avis qu’on s’interrompt tandis que d’autres estiment qu’on ne s’interrompt pas.
On ne récite pas le Tahanoun dès l’office de min’ha de la veille et d’autres passages austères sont omis. Ceux qui observent la coutume de la prière de minuit ne lisent pas non plus le Tikkoun Rahel, pour la même raison.
Si certains ashkénazes dispensent d’étude en ce jour,, certains séfarades ont au contraire pour coutume d’étudier les lois agraires (notamment celles sur la orlah et le neta revii) ou les passages de la Mishna et du Zohar relatifs à Tou Bichvat, afin de se pénétrer de l’esprit du jour. D’autres coutumes sont plus ou moins suivies, certains priant pour la bonne croissance des arbres ou pour l’obtention d’un bel etrog lors du prochain Souccot.

### Prescriptions liées à la terre d’Israël

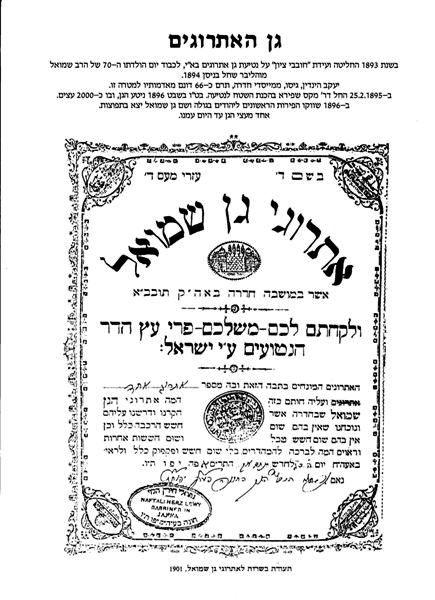
Certificat attestant que les produits (ici, des cédrats), peuvent être consommés, toutes les règles sur les produits de la récolte en terre d’Israël ont été suivies.

Tou Bichvat marque la nouvelle année fiscale sur les fruits en provenance de la terre d’Israël : c’est en fonction de leur bourgeonnement ou non à la date du 15 shevat que les fruits sont pris en compte pour diverses prescriptions liées à la terre en application jusqu’au 15 shevat de l’année suivante.

#### Prélèvement des dîmes
Les dîmes sur les fruits doivent être prélevées sur les fruits de l’arbre éclos à Tou Bichvat, y compris sur ceux dont on prélève la dîme après les avoirs cueillis (comme l’etrog) ou après qu’ils ont atteint le tiers de leur croissance (comme les olives).
L’injonction de prélever la dîme sur les fruits de la terre d’Israël avant de pouvoir les consommer ou les vendre demeure en application mais du fait de la destruction du second Temple, il ne s’agit plus que d’une obligation rabbinique, même pour les produits de la vigne et du pressoir. À l’heure actuelle, les dîmes du maasser sheni et du maasser ani, représentant environ 1 % de la récolte annuelle, ne peuvent plus être consommées en état de pureté rituelle à Jérusalem ainsi que le commande la Bible ; elles sont rachetées au moyen d’une somme nominale valant au moins une perouta (un quarantième de gramme) d’argent. Des précautions sont prises pour que la perouta ne puisse plus être utilisée, en la jetant par exemple dans la mer Méditerranée.

#### Orlah et neta revaï
Bien que Roch Hachana serve à déterminer les années de plantation et, par conséquent, le statut d’orlah ou neta revai, les fruits éclos dans la quatrième année de plantation de l’arbre ne peuvent être prélevés pour les dîmes avant Tou Bichvat (ni consommés avant l’année suivante). L’interdiction de consommer des fruits à statut d’orlah s’étend aux communautés en diaspora.

#### Cheviit
Lors de l’année sabbatique, septième année du cycle septennaire de la terre, celle-ci doit être laissée en jachère. Il est par conséquent défendu de consommer tout fruit qui aurait été cultivé cette année sur la terre d’Israël par des agriculteurs juifs.
Là aussi, bien que l’année sabbatique commence officiellement à Roch Hachana, la plupart des autorités médiévales sont d’opinion que les fruits éclos après le 1er tishrei de l’année sabbatique  mais avant le 15 shevat de cette année, ont encore un statut de « fruits de la septième année ». Un débat portait sur le statut des fruits ayant commencé à pousser la sixième année mais dont la maturation ne s’achevait qu’au cours de l’année suivante ; les autorités ultérieures ont finalement conclu que ces fruits étaient autorisés à la consommation.

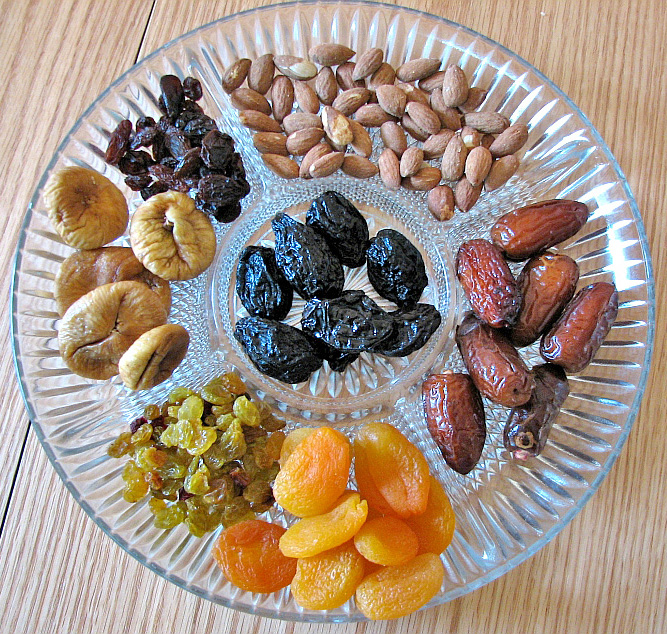
Un plateau de fruits secs.

### Consommation de fruits
Probablement instituée dans le nord de la France et en Rhénanie, la consommation de fruits en provenance de la terre d’Israël devint, sous l’influence des kabbalistes, la principale observance de Tou Bichvat dans la plupart des communautés jusqu’au début du XXe siècle, célébrée jusqu’à nos jours, y compris dans des mouvances non-orthodoxes.
La coutume des ashkénazes est de consommer les fruits secs car ils ne pouvaient être consommés autrement en Europe de l’Est, du fait de l'absence de moyens de conservation avant l'ère moderne. Dans les cours hassidiques, le maître régalait souvent ses invités de leçons et paraboles où les métaphores sur la Torah, le sage et les fruits avaient la part belle,.
Outre les sept espèces, on consommait d’autres fruits dont l’orange pour les privilégiés ou, pour les autres, la caroube (yiddish : bokser) ; passablement desséchée et parfaitement insipide à son arrivée dans les villages, elle devint synonyme en yiddish d’« aliment immangeable ». Certains mangeaient aussi l’etrog, acquis pour la fête de Souccot et confit. On prit de plus l’habitude de donner aux enfants des sachets de fruits qu’ils distribueraient au heder ; la coutume se poursuit aux États-Unis de nos jours,.
La consommation de chaque nouveau fruit donne lieu à la bénédiction Shehehiyanou (« Béni sois-Tu… qui nous as permis de vivre… jusqu'à ce moment »), à l’exception de l’etrog car la bénédiction a déjà été récitée à Souccot.
Les fruits étant plus aisément accessibles dans les contrées de l’actuel Moyen-Orient, Tou Bichvat y était autrement luxuriant et certains consommaient jusqu’à cinquante types de fruits différents en ce jour. Outre le séder de Tou Bichvat, assez institutionnalisé pour donner lieu à sa législation propre (le rabbin irako-israélien Ovadia Yossef enseigne qu’il n’y a pas lieu de manger des fruits après le Birkat Hamazon ni, si Tou Bichvat a lieu à chabbat, après le kiddouch ; en ce cas, le séder peut être réalisé après le Birkat Hamazon), la fête a donné lieu à diverses coutumes liées à la nature, dont certaines avaient une origine probablement païenne.

## Tou Bichvatdans le sionisme

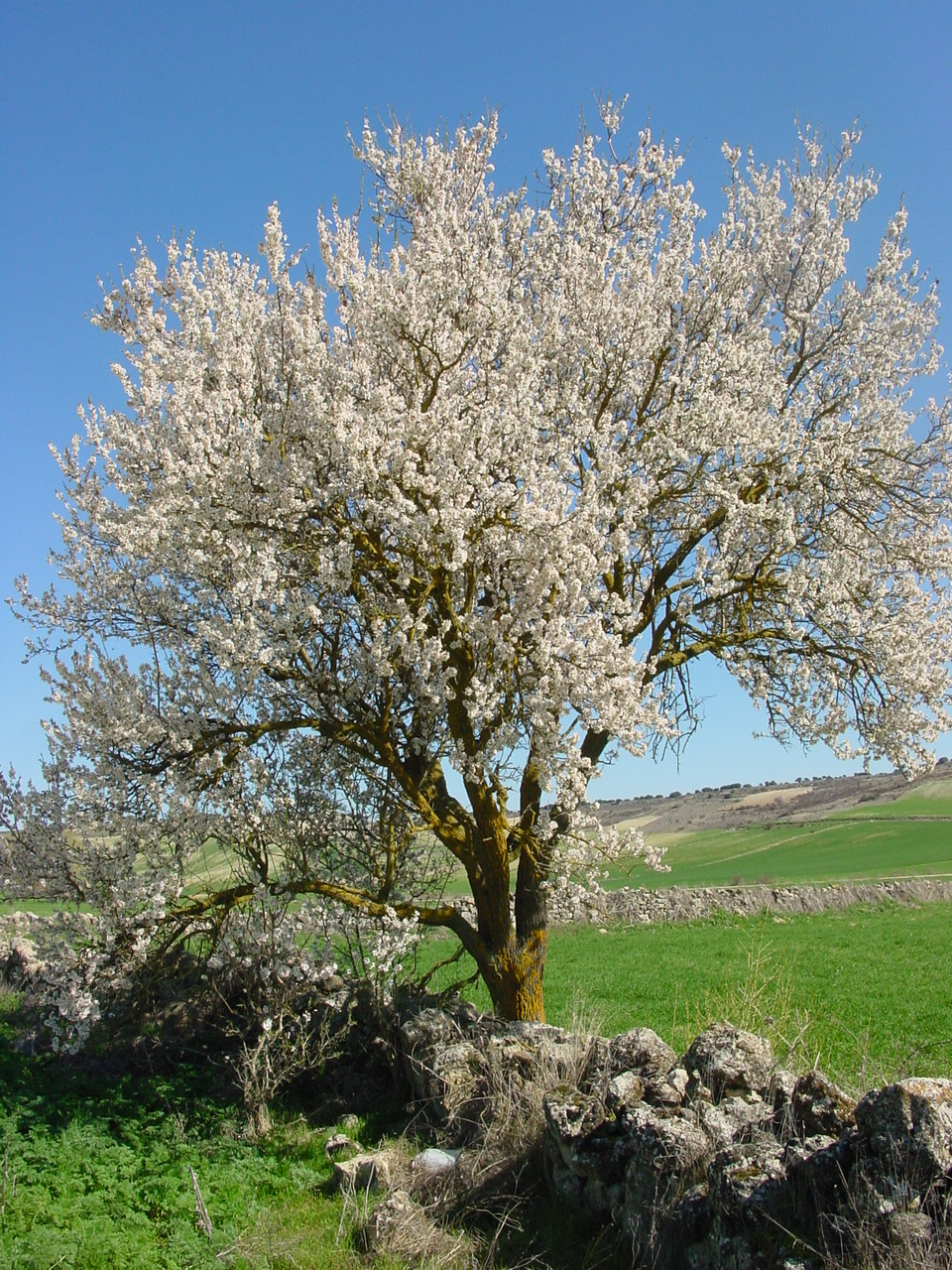
L'amandier est en fleurs… Tou Bichvat est arrivé, c’est la fête pour les arbres - Hashkediya pora'hat (I. Dushman & M. Ravina).

Comme nombre de fêtes du calendrier juif, Tou Bichvat est fortement réinterprété par les Juifs déracinés d’Europe de l’Est qui tentent de redonner à leur terreau d’origine sa fertilité première. Cependant, l’initiateur de cette réforme n’est pas issu des milieux pionniers du kibboutz mais de l’une des plus anciennes institutions du « sionisme religieux ».
En 1890, Zeev Yavetz, membre fondateur du mouvement Mizrahi, décide de célébrer Tou Bichvat en emmenant ses étudiants planter des arbres dans la localité agricole de Zikhron Yaakov. Son innovation, qu’il conçoit dans la continuité de l'esprit des kabbalistes, est rapidement adoptée par l’Union des enseignants et Theodor Herzl lui-même y aurait sacrifié. En 1908, Le Fonds national juif (Keren kayemet lèIsraël), fondé sept ans plus tôt, en fait de même.
Tou Bichvat et la shkediya (l’amandier, premier arbre en fleurs en terre d'Israël), deviennent rapidement les symboles du retour du peuple juif sur sa terre, de sa renaissance voire, pour certains, de sa rédemption. Le KKL organise en ce jour des campagnes de plantation et de reforestation massives dans une ambiance de chants et de danses dont beaucoup sont composés pour l’occasion et deviennent rapidement populaires. Certaines de ces chansons sont tirées de versets bibliques, d’autres puisent dans le fonds yiddish, comme Shir shel etz (« Chant d’un arbre »), adaptation d’Oyfn Veg shtayt a boym par Naomi Shemer, et d’autres encore sont des créations originales, comme Hashkediya pora'hat (« L’amandier est en fleurs ») d’Israël Dushman et Menashe Ravina.
C’est pourquoi Tou Bichvat est choisi comme date d’inauguration par de nombreuses institutions publiques, dont l’Université de Jérusalem en 1918, le Technion de Haïfa en 1925 et la Knesset en 1949. L’identification du destin de ces institutions et du projet sioniste à celui de l’arbre est tel que David Ben Gourion qualifie le lien qui unit Jérusalem au peuple juif d’« organique ».
Son succès ne se dément ni en Israël où près d’un Israélien sur sept participe encore à ces cérémonies dans les années 1990 ni aux États-Unis où nombre de gens participent peu ou prou à l’esprit du jour, fût-ce en faisant une donation au KKL, tandis que les jeunes se cotisent pour que soient plantés en leur nom des arbres en Israël,,.

## L’Arbor Day juif
Dans les années 1970, faisant suite à la contre-culture, l’aspect environnementaliste de Tou Bichvat est mis en avant, dans les courants traditionnels mais plus encore dans les mouvances progressistes, en particulier le Jewish Renewal. Souscrivant à la vision traditionnelle de l’importance de Tou Bichvat pour les générations futures, ce dernier s’en différencie cependant en détachant Tou Bichvat de la terre d’Israël. La fête devient un « Arbor Day juif », où les coutumes kabbalistiques et sionistes sont perpétuées mais dans cet esprit environnementaliste plutôt que dans leurs dimensions mystiques ou nationales. Certains critiques de la tradition juive affirment que ce fut d’ailleurs là le caractère originel de Tou Bichvat : une fête païenne du renouveau de la nature et de la fin de l’hiver, de même que Tou Beav aurait célébré la fin de l’été, intégrée au calendrier juif sans connotation particulière,.
Cette réflexion écologique a également fait son chemin (sans occulter les contenus précédents) dans certains milieux orthodoxes ainsi qu’en Israël,. C’est ainsi que les traditionnelles plantations ont été suspendues dans le Carmel en 2011 afin de laisser la nature se régénérer, à la suite des incendies qui y avaient eu lieu deux mois plus tôt.